# 1092 Lilium
1092 Lilium eller 1924 PN är en asteroid i huvudbältet, som upptäcktes 12 januari 1924 av den tyske astronomen Karl Wilhelm Reinmuth i Heidelberg. Den har fått sitt namn efter det vetenskapliga namnet på Liljesläktet.
Asteroiden har en diameter på ungefär 40 kilometer.